# Physiculus sudanensis
Physiculus sudanensis är en fiskart som beskrevs av Paulin, 1989. Physiculus sudanensis ingår i släktet Physiculus och familjen Moridae. Inga underarter finns listade i Catalogue of Life.